# Sphenomorphus cophias
Sphenomorphus cophias este o specie de șopârle din genul Sphenomorphus, familia Scincidae, descrisă de Boulenger 1908. Conform Catalogue of Life specia Sphenomorphus cophias nu are subspecii cunoscute.